# Chadibe North FC
Der Chadibe North Football Club ist ein botswanischer Fußballverein aus Chadibe. Aktuell, Stand Oktober 2024, spielt der Verein in der höchsten Liga, der Botswana Premier League.

## Geschichte
Der Verein wurde 2015 gegründet. 2023/24 wurde der Verein Meister der Northern Region der Botswana First Division und stieg somit direkt in die erste Liga auf.

## Erfolge
- Botswana First Division – North: 2023/24  ▲

## Stadion
Der Verein trägt seine Heimspiele im Obed Itani Chilume Stadium in Francistown aus. Die Anlage hat ein Fassungsvermögen von 26.000 Zuschauern.